# Oskar Drees
Oskar Drees auch Oscar Drees, (* 2. Mai 1889 in Burhave; † 28. Juni 1968 in Bremen) war ein deutscher Pädagoge, Sportfunktionär, Politiker (SPD) und Mitglied der Bremischen Bürgerschaft.

## Biografie

### Ausbildung, Beruf und Familie
Drees besuchte die Volksschule in Burhave und Atens. Er absolvierte in den Jahren 1904 bis 1911 das Bremer Lehrerseminar an der Hamburger Straße. Danach war er als Volksschullehrer in Bremen–Habenhausen tätig. Ab 1913 diente er beim Militär und war von 1914 bis 1918 Soldat im Ersten Weltkrieg.
Von den Jahren 1918/19 bis zum Jahr 1933 war er wieder Lehrer an Volksschulen in Habenhausen und in Arsten. Er wurde nach der Machtergreifung 1933 als Sozialdemokrat von den Nationalsozialisten entlassen. Von 1937 bis 1945 arbeitete er, vermittelt durch Werftdirektor Franz Stapelfeldt, als Nachkalkulator bei der AG Weser. Nach dem Zweiten Weltkrieg konnte er wieder als Lehrer wirken. Er wurde Schulleiter, im Jahr 1950 Turnrat und 1952 Landesturnrat im Bildungsbereich.
Drees war verheiratet. Er und seine Frau wurden auf dem Friedhof Bremen-Huckelriede beerdigt.

### Politik
In den Jahren 1922/23 wurde Drees Mitglied der SPD in Bremen. Er war von 1928 bis 1933 Mitglied der Bremischen Bürgerschaft. In den 1920/30er Jahren war er ein führendes Mitglied im sozialdemokratisch orientierten, überparteilichen Reichsbanner. Im April 1931 übernahm er die Leitung des Bezirks Bremen. Sein Verhältnis zur Bremer Polizeiführung war von Konflikten geprägt. Im Jahr 1933 inhaftierten ihn die Nationalsozialisten im Konzentrationslager Mißler. Drees wurde schwer misshandelt. Als er und Alfred Faust (SPD) bei einer nächtlichen Prügelvernehmung im Heizungskeller des KZ erneut zusammengeschlagen wurden, organisierte Albert Oltmanns (KPD) einen Hungerstreik.

### Sportfunktionär
In den Jahren 1920 bis 1923 war Drees Vorsitzender des Volksbundes für Sport und Körperpflege Bremen. Von 1925 bis 1933 wirkte er als Bundesjugendleiter des Arbeiter-Turn- und Sportbundes (ATSB). Von 1933 bis 1945, in der Zeit des Nationalsozialismus, durfte er sich nicht als Sportfunktionär betätigen.
Von 1946 bis 1966 war er Vorsitzender (später Präsident) des auch von ihm gegründeten Bremer Sportverbandes der bald zum Landessportbund Bremen wurde. Nachfolger in diesem Amt war Fritz Piaskowski. Im Jahr 1947 war er auch vorübergehend 2. Vorsitzender des Landessportbund Niedersachsen. Von 1950 bis 1960 übernahm er die Funktion eines Vizepräsidenten des Deutschen Sportbundes.

## Würdigungen
- Die Oskar-Drees-Straße in Bremen-Habenhausen wurde 1973 nach ihm benannt.
- Die Oscar-Drees-Halle in Bremerhaven – Geestemünde erhielt seinen Namen.
- 1966 wurde er Ehrenvorsitzender des Landessportbundes Bremen.
- Für seine Verdienste um den Sport in Niedersachsen wurde er im Jahr 1988 in die Ehrengalerie des Niedersächsischen Instituts für Sportgeschichte aufgenommen.